# Taburete
Taburete és un grup espanyol de Madrid, de Pop-rock. Es va formar al 2014. Va ser fundat pel cantant i compositor del grup Guillermo Bárcenas també conegut com “Willy Bárcenas”, (fill de l’expolític Luis Bárcenas). La banda es va formar amb onze membres, però actualment només hi queden vuit.

## Història
L'any 2014 el cantautor del grup, Willy Bárcenas va crear el grup, format per onze membres, l'any 2015 el grup va treure el seu primer àlbum "tres tequilas", on van aparèixer diverses cançons que van ser un èxit, com la cançó que actualment és la més escoltada del grup amb més de 29 milions de reproduccions, "Amos del Piano Bar".
L'any 2016 van treure el seu segon àlbum "Dr. Charas", en el que hi havia una de les cançons més escoltades del grup que en el moment va ser tot un èxit "Sirenas", que conta ara amb més de 100 reproduccions a Spotify, amb aquest segon àlbum van poder obtenir el doble disc de Platí.
L'any 2018 van fer una aturada per donar pas a petites gires i concerts. També van fer un single de la cançó "5 sentidos" perquè va ser una cançó amb molt d'èxit. En aquell mateix any també van treure un tercer àlbum anomenat "Madame Ayahuasca".
L'any 2019 van treure diverses cançons com "Una foto en blanco i negro" i "El primer paso". L'any 2020 el grup va decidir que la pandèmia no els frenaria i durant aquell període van compondre el seu quart àlbum anomenat "La broma Infinita", aquell àlbum volia donar una esperança de cara a la pandèmia. També durant aquell any de pandèmia van anar trellen diferents singles.
Durant el 2021 no van arribar a treure cap àlbum però van continuar traient diferents singles, i es van dedicar molt als concerts durant tot aquell any.
L'any 2022 el grup va treure el seu cinquè àlbum, on van voler variar i experimentar amb les seves cançons i van fer cançons, molt similars a l'estil del grup i també van fer cançons una mica més desviades del seu estil.
Finalment taburete darrere la seva evolució ha pogut omplir al complet molts escenaris.

## Àlbums i cançons
El grup, al llarg de la seva evolució ha tingut diverses cançons que han sigut inolvidables, així doncs les deu cançons més escoltades del grup són: 1. Sirenas, 2. Una foto en blanco y negro, amb David Otero, 3. 5 Sentidos, amb Divicio, 4. Roto y Elegante, 5. Amos del Piano Bar, 6. Belerofon, 7. En Mi Cama, 8. Penultimo beso, amb Miguel Campello, 9. Cuando se apaga la Luz, 10. Madame Ayahuasca.
Com es pot observar, el grup té diverses cançons compostes amb altres cantants o grups.

## Membres
- Guillermo Bárcenas, Veu principal
- Antón Carreño, Guitarra
- Antonio de la Fuente, Guitarra elèctrica
- Guillermo Gracia, Guitarra Solista
- Simón Cordero, Bateria
- Patxi Urchegui, Trompeta i director musical
- Daniel Guadaño, Baix elèctric
- Javier Lozano, Teclista[cal citació]